# Grammy Latino
O Prêmio Grammy Latino (em inglês: Latin Grammy Awards) é uma premiação internacional organizada pela Academia Latina da Gravação que celebra a excelência na música latina. O prêmio homenageia obras gravadas em espanhol, português ou em idiomas, dialetos ou expressões idiomáticas reconhecidas na Ibero-América de qualquer lugar do mundo que foi lançado na Ibero-América (definido como América Latina, Espanha, Portugal e a população latina no Canadá e nos Estados Unidos). Os comitês que são formados por voluntários da Academia podem, por maioria de votos, permitir que algum produto que tenha sido gravado em línguas e/ou dialetos regionais tais como catalão, basco, galego, valenciano, náuatle, guarani, quechua ou maia possam ser considerados ao prêmio. Assim como o Grammy regular, o Grammy Latino possui processos semelhantes de nomeação e votação, nos quais as seleções são decididas por pares dentro da indústria musical latina.
A primeira cerimônia foi realizada no Staples Center, em Los Angeles, em 13 de setembro de 2000 e foi exibida pela rede CBS. Foi a primeira vez que uma grande rede de televisão aberta dos Estados Unidos transmitiu um programa em língua espanhola no horário nobre.
Desde 2005, a cerimônia de premiação é transmitida nos Estados Unidos pela rede de televisão Univision, consolidando-se como programa de maior audiência do canal e o programa latino mais assistido nos Estados Unidos.

## Histórico
A Academia Latina da Gravação foi formada pela Academia Nacional de Artes e Ciências da Gravação (atual Academia de Gravação) em 1997, tendo como fundadores Michael Greene, Rudy Pérez e Mauricio Abaroa. Pérez foi o primeiro presidente do conselho da filial do Grammy na Flórida. O conceito de um Grammy separado para música latina começou em 1989. De acordo com os organizadores, o Grammy Latino foi criado porque o universo da música latina foi considerado grande demais para caber no Grammy Awards. A Academia Latina da Gravação define música latina como uma canção gravada em espanhol ou português. O Grammy Latino abrange principalmente músicas lançadas na América Latina, Espanha, Portugal e Estados Unidos. Em 2000, foi anunciado que a 1ª edição dos prêmios aconteceria no Staples Center em 13 de setembro daquele ano. Em 7 de julho de 2000, as indicações foram anunciadas em Miami, Flórida. O Grammy Latino foi apresentado com mais de 39 categorias incluídas, limitadas a gravações em espanhol e português. A edição do ano seguinte foi cancelada devido aos ataques de 11 de setembro de 2001, que era o mesmo dia em que o show aconteceria. Em 2002, a Academia elegeu seu primeiro Conselho de Curadores independente. Em 2005, a transmissão da cerimônia foi transferida da rede CBS para a Univision.
Os membros votantes da Academia moram em várias regiões dentro e fora dos EUA, incluindo América Latina e Península Ibérica. Para que uma gravação seja elegível para uma indicação, ela deve ter pelo menos 60% (51% ate 2024) de seu conteúdo gravado em espanhol ou português e ter sido lançado comercialmente na América do Norte, América Central, América do Sul, Caribe, Espanha ou Portugal. As gravações em línguas e dialetos da Ibero-América como catalão, basco, galego, valenciano, náuatle, guarani, quíchua ou maia podem ser aceitas por maioria de votos dos comitês da Academia Latina da Gravação. O período de elegibilidade é de 1º de junho a 30 de maio para a respectiva cerimônia de premiação. As canções são primeiro inseridas e depois revisadas para determinar os prêmios para os quais são elegíveis. Depois disso, os membros enviam seus votos e as cinco gravações mais citadas em cada categoria tornam-se as indicadas. Após as indicações, os membros enviam seus votos para determinar os respectivos vencedores. Eles são anunciados mais tarde na cerimônia do Grammy Latino. O atual presidente e CEO da Academia é Manuel Abud, que sucedeu Gabriel Abaroa em 2021.
Ao todo três eventos são organizados: o Life Achievement, quando artistas renomados são homenageados pelo conjunto da obra; Personalidade do Ano, quando um artista é homenageado em um jantar de gala, e o próprio Grammy Latino, que reúne artistas de toda a América Latina e Península Ibérica e que hoje é transmitido ao vivo para 80 países pelo canal Univision (e TNT no Brasil).

## Categorias
Prêmios especiais não competitivos também são concedidos em reconhecimento as contribuições para a indústria da música latina. Assim como no Grammy Award, há um campo geral composto por quatro categorias de prêmios sem gênero:
| Atuais Geral - Gravação do Ano - Álbum do Ano - Canção do Ano - Artista Revelação Pop - Álbum Vocal Pop - Álbum Pop Tradicional - Canção Pop Urbana - Performance Urbana - Interpretação de Reggaeton - Álbum de Música Urbana - Canção de Rap/Hip Hop - Canção Urbana Rock - Álbum de Rock - Álbum Pop/Rock - Canção de Rock - Canção Pop/Rock Alternativa - Álbum de Música Alternativa - Canção Alternativa Tropical - Álbum de Salsa - Álbum de Cumbia/Vallenato - Álbum de Merengue/Bachata - Álbum Tropical Contemporâneo - Álbum Tropical Tradicional - Canção Tropical Cantor/Compositor - Álbum de Cantor-Compositor - Canção de Cantor-Compositor Mexicano - Álbum de Música Ranchera/Mariachi - Álbum de Música Banda - Álbum de Música Texana - Álbum de Música Nortenha - Canção Regional Música Instrumental - Álbum Instrumental Música Tradicional - Álbum de Música Folclórica - Álbum de Tango - Álbum de Música Flamenca Jazz - Álbum de Jazz Latino/Jazz Cristã - Álbum de Música Cristã (Língua Espanhola) - Álbum de Música Cristã (Língua Portuguesa) Língua Portuguesa - Álbum Pop Contemporâneo em Língua Portuguesa - Álbum de Rock ou Música Alternativa em Língua Portuguesa - Álbum de Samba/Pagode - Álbum de MAPB (Música Afro-Portuguesa-Brasileira) - Álbum de Música de Raízes em Língua Portuguesa - Álbum de Música Sertaneja - Interpretação Urbana em Língua Portuguesa - Canção em Língua Portuguesa Infantil - Álbum Infantil Latino Música Clássica - Álbum de Música Clássica - Obra/Composição Clássica Contemporânea Arranjo - Arranjo Projeto Gráfico - Projeto Gráfico de um Álbum Produção - Álbum de Engenharia de Gravação - Produtor do Ano Vídeo Musical - Vídeo Musical em Formato Curto - Vídeo Musical em Formato Longo | Extintas - Álbum Vocal Pop Feminino (2000–11) - Álbum Vocal Pop Masculino (2000–11) - Álbum Vocal Pop em Dupla ou Grupo (2000–11) - Álbum Vocal Pop Contemporâneo (2012–19) - Álbum Vocal Solo de Rock (2001–09) - Álbum Vocal de Rock em Dupla ou Grupo (2001–09) - Álbum de Fusão Tropical (2012–18) - Álbum Grupero (2000–09) - Álbum de Música Brasileira Romântica (2004–08) |

## Cerimônias
| #  | Ano  | Álbum do Ano                                      | Gravação do Ano                                     | Canção do Ano                                                              | Artista Revelação                       | Múltiplas vitórias | Múltiplas indicações                                            | Ref.   |
| -- | ---- | ------------------------------------------------- | --------------------------------------------------- | -------------------------------------------------------------------------- | --------------------------------------- | --- | --------------------------------------------------------------- | ------ |
| 1  | 2000 | Luis Miguel Amarte Es Un Placer                   | Santana Maná "Corazón Espinado"                     | Marc Anthony "Dímelo"                                                      | Ibrahim Ferrer                          | Luis Miguel Santana Maná (3)                                                                                                  | Marc Anthony Shakira Fito Páez (5)                              | [ 18 ] |
| 2  | 2001 | Alejandro Sanz El Alma Al Aire                    | Alejandro Sanz "El Alma Al Aire"                    | Alejandro Sanz "El Alma Al Aire"                                           | Juanes                                  | Alejandro Sanz (4) | Juanes (7)                                                      | [ 19 ] |
| 3  | 2002 | Alejandro Sanz MTV Unplugged                      | Alejandro Sanz "Y Solo Se Me Ocurre Amarte"         | Alejandro Sanz "Y Solo Se Me Ocurre Amarte"                                | Jorge Moreno                            | Alejandro Sanz (3) | Carlos Vives (6)                                                | [ 20 ] |
| 4  | 2003 | Juanes Un Día Normal                              | Juanes "Es Por Ti"                                  | Juanes "Es Por Ti"                                                         | David Bisbal                            | Juanes (5) | Juanes (5)                                                      | [ 21 ] |
| 5  | 2004 | Alejandro Sanz No Es Lo Mismo                     | Alejandro Sanz "No Es Lo Mismo"                     | Alejandro Sanz "No Es Lo Mismo"                                            | Maria Rita                              | Alejandro Sanz (4) | Alejandro Sanz (4)                                              | [ 22 ] |
| 6  | 2005 | Ivan Lins Cantando Histórias                      | Alejandro Sanz "Tú No Tienes Alma"                  | Alejandro Sanz "Tú No Tienes Alma"                                         | Bebe                                    | Juanes (3) | Bebe (5)                                                        | [ 23 ] |
| 7  | 2006 | Shakira Fijación oral, Vol. 1                     | Shakira Alejandro Sanz "La Tortura"                 | Shakira Alejandro Sanz "La Tortura"                                        | Calle 13                                | Shakira (4) | Shakira (5)                                                     | [ 24 ] |
| 8  | 2007 | Juan Luis Guerra La Llave De Mi Corazón           | Juan Luis Guerra "La Llave De Mi Corazón"           | Juan Luis Guerra "La Llave De Mi Corazón"                                  | Jesse & Joy                             | Juan Luis Guerra (5) | Juan Luis Guerra (5)                                            | [ 25 ] |
| 9  | 2008 | Juanes La Vida... Es Un Ratico                    | Juanes "Me Enamora"                                 | Juanes "Me Enamora"                                                        | Kany García                             | Juanes (5) | Juanes Café Tacuba Julieta Venegas (5)                          | [ 26 ] |
| 10 | 2009 | Calle 13 Los de Atrás Vienen Conmigo              | Calle 13 Café Tacuba "No Hay Nadie Como Tú"         | Luis Fonsi Aleks Syntek Noel Schajris David Bisbal "Aquí Estoy Yo"         | Alexander Acha                          | Calle 13 (5) | Calle 13 (5)                                                    | [ 27 ] |
| 11 | 2010 | Juan Luis Guerra A Son de Guerra                  | Camila "Mientes"                                    | Camila "Mientes"                                                           | Alex Cuba                               | Camila Juan Luis Guerra (3)                                                                                                   | Juan Luis Guerra Jorge Drexler Alejandro Sanz (4)               | [ 28 ] |
| 12 | 2011 | Calle 13 Entren Los Que Quieran                   | Calle 13 "Latinoamérica"                            | Calle 13 "Latinoamérica"                                                   | Sie7e                                   | Calle 13 (9) | Calle 13 (9)                                                    | [ 29 ] |
| 13 | 2012 | Juanes MTV Unplugged                              | Jesse & Joy "¡Corre!"                               | Jesse & Joy "¡Corre!"                                                      | 3BallMTY                                | Jesse & Joy (4) | Juan Luis Guerra (6)                                            | [ 30 ] |
| 14 | 2013 | Draco Rosa Vida                                   | Marc Anthony "Vivir Mi Vida"                        | Carlos Vives "Volví A Nacer"                                               | Gaby Moreno                             | Carlos Vives Sergio George (3)                                                                                                | Carlos Vives Illya Kuryaki and the Valderramas Javier Garza (5) | [ 31 ] |
| 15 | 2014 | Paco de Lucía Canción Andaluza                    | Jorge Drexler Ana Tijoux "Universos Paralelos"      | Enrique Iglesias Descemer Bueno Gente de Zona "Bailando"                   | Mariana Vega                            | Enrique Iglesias Descemer Bueno Gente de Zona (3)                                                                             | Eduardo Cabra (10)                                              | [ 32 ] |
| 16 | 2015 | Juan Luis Guerra Todo Tiene Su Hora               | Natalia Lafourcade "Hasta La Raíz"                  | Natalia Lafourcade "Hasta La Raíz"                                         | Monsieur Periné                         | Natalia Lafourcade (4) | Leonel García (6)                                               | [ 33 ] |
| 17 | 2016 | Juan Gabriel Los Dúo, Vol. 2                      | Carlos Vives Shakira "La Bicicleta"                 | Carlos Vives Shakira "La Bicicleta"                                        | Manuel Medrano                          | Juan Gabriel Carlos Vives Shakira Manuel Medrano Yandel Los Fabulosos Cadillacs Illya Kuryaki and the Valderramas Fonseca (2) | Djavan Fonseca Jesse & Joy (4)                                  | [ 34 ] |
| 18 | 2017 | Rubén Blades Salsa Big Band                       | Luis Fonsi Daddy Yankee "Despacito"                 | Luis Fonsi Daddy Yankee "Despacito"                                        | Vicente García                          | Luis Fonsi Daddy Yankee (4)                                                                                                   | Residente (9)                                                   | [ 35 ] |
| 19 | 2018 | Luis Miguel ¡México Por Siempre!                  | Jorge Drexler "Telefonía"                           | Jorge Drexler "Telefonía"                                                  | Karol G                                 | Jorge Drexler (3) | J Balvin (8)                                                    | [ 36 ] |
| 20 | 2019 | Rosalía El Mal Querer                             | Alejandro Sanz Camila Cabello "Mi Persona Favorita" | Pedro Capó "Calma"                                                         | Nella                                   | Rosalía Alejandro Sanz (3) | Alejandro Sanz (8)                                              | [ 37 ] |
| 21 | 2020 | Natalia Lafourcade Un Canto por México, Vol. 1    | Alejandro Sanz "Contigo"                            | Residente "René"                                                           | Mike Bahía                              | Rosalía Natalia Lafourcade Carlos Vives (3)                                                                                   | J Balvin (13)                                                   | [ 38 ] |
| 22 | 2021 | Rubén Blades Roberto Delgado & Orquesta SALSWING! | Caetano Veloso Tom Veloso "Talvez"                  | Yotuel Gente De Zona Descemer Bueno Maykel Osorbo El Funky "Patria y Vida" | Juliana Velásquez                       | Camilo (4) | Camilo (10)                                                     | [ 39 ] |
| 23 | 2022 | Rosalía Motomami                                  | Jorge Drexler C. Tangana "Tocarte"                  | Jorge Drexler C. Tangana "Tocarte"                                         | Angela Alvarez Silvana Estrada (empate) | Jorge Drexler (6) | Bad Bunny (10)                                                  | [ 40 ] |
| 24 | 2023 | Karol G Mañana Será Bonito                        | Natalia Lafourcade "De Todas las Flores"            | Bizarrap e Shakira "Shakira: Bzrp Music Sessions, Vol. 53"                 | Joaquina                                | Karol G Shakira Bizarrap Natalia Lafourcade Edgar Barrera Santiago Alvarado (3)                                               | Edgar Barrera (13) Shakira Bizarrap (7)                         | [ 41 ] |
| 25 | 2024 | Juan Luis Guerra 4.40 Radio Güira                 | Juan Luis Guerra 4.40 "Mambo 23"                    | Jorge Drexler "Derrumbe"                                                   | Ela Taubert                             | Juan Luis Guerra (4) | Edgar Barrera (9)                                               | [ 42 ] |

## Transmissões e audiência
| Ano  | Rede      | Audiência (em milhões) | Share (%) | Fonte         |
| ---- | --------- | ---------------------- | --------- | ------------- |
| 2000 | CBS       | 7.5 milhões            | 5.2/9     | [ 43 ]        |
| 2001 |           |                        |           |               |
| 2002 | CBS       | 3.9 milhões            | 2.9/3.1   |               |
| 2003 | CBS       | 4.9 milhões            | 3.4/3.69  | [ 44 ]        |
| 2004 | CBS       | 3.3 milhões            | 2.4/4     | [ 45 ] [ 46 ] |
| 2005 | Univision | 5.1 milhões            |           | [ 47 ]        |
| 2006 | Univision | 5.7 milhões            |           | [ 48 ]        |
| 2007 | Univision | 6.2 milhões            |           | [ 49 ]        |
| 2008 | Univision | 5.8 milhões            |           | [ 50 ]        |
| 2009 | Univision |                        |           |               |
| 2010 | Univision |                        |           |               |
| 2011 | Univision |                        |           |               |
| 2012 | Univision |                        |           |               |
| 2013 | Univision |                        |           |               |
| 2014 | Univision |                        |           |               |
| 2015 | Univision | 4.0 milhões            |           | [ 51 ]        |
| 2016 | Univision | 3.20 milhões           |           | [ 45 ]        |
| 2017 | Univision |                        |           |               |
| 2018 | Univision | 2.68 milhões           | 1.4/3     | [ 52 ]        |
| 2019 | Univision | 3.44 milhões           | 1.8/4     | [ 53 ]        |
| 2020 | Univision | 5.7 milhões            |           |               |
| 2021 | Univision | 5.9 milhões            |           | [ 54 ]        |
| 2022 | Univision | 5.3 milhões            |           | [ 55 ]        |

### No Brasil
Diferente do sucesso nos Estados Unidos, o Grammy Latino nunca despertou atenção do público brasileiro. Inicialmente a Rede Bandeirantes exibiu por dois anos os prêmios, porém os responsáveis pelo evento não gostaram da experiência com a emissora do Morumbi. Então o canal SBT comprou os direitos de transmissão da premiação, porém nunca os transmitiu ao vivo, e sim em edições especiais. Desde 2011, a cerimônia deixou de ser exibida pela TV aberta do Brasil, e passou a ser acompanhada pelo canal a cabo TNT até 2021, quando evento começou a ser transmitido pelo canal Bis.

## Críticas
Tal como acontece com o Grammy Awards, o Latin Grammy Awards também recebeu críticas de vários artistas e jornalistas musicais.
Após o anúncio da criação do Grammy Latino em 1999, vários jornalistas levantaram preocupações sobre os prêmios serem usados como ferramenta de marketing pela grande mídia. Manny S. Gonzalez, do Vista En LA, achou que o prêmio seria usado apenas para anunciar artistas promovidos por Emilio Estefan. A falta de categorias para música não espanhola e de língua portuguesa tem sido criticada, nomeadamente por artistas que consideram o seu trabalho "latino" mas não são elegíveis para um Grammy Latino incluindo os do Haiti (que compararam o gênero musical compas ao merengue da República Dominicana, mas cantado em crioulo francês) e músicos celtas das regiões de Galiza e Astúrias na Espanha. A exigência linguística também foi criticada por Tony Succar, cujo álbum, Unity: The Latin Tribute to Michael Jackson, não foi elegível para o prêmio apesar de ter sido gravado em salsa. Em resposta às críticas, um porta-voz da Academia Latina da Gravação declarou: "A Academia considera a música com base no conteúdo da própria gravação, não como o álbum ou o artista é comercializado externamente". Em 2001, exilados cubanos morando em Miami protestaram no Latin Grammy Awards por permitir que músicos que moram em Cuba se apresentem no palco. Isso resultou na transferência do Grammy Latino para Los Angeles no ano seguinte (que no final seria cancelada após os ataques de 11 de setembro).
Em outubro de 2010, o cantor e compositor venezuelano Franco De Vita chamou o Grammy Latino de "falso e enganoso" e afirmou que se ele fosse ganhar um prêmio, ele não iria aceitá-lo. No ano seguinte, ele ganhou dois prêmios. O Grammy Latino foi recebido com reação negativa na cerimônia de premiação de 2019, quando nenhum dos artistas de música urbana foi indicado nas categorias gerais, apesar de sua popularidade. Isso levou vários artistas de reggaeton, incluindo Daddy Yankee e J Balvin, a boicotar o evento.